# Goudotina
Goudotina es un género de insecto coleóptero de la familia Chrysomelidae.

## Especies
Las especies de este género son:
- Goudotina bicolor Weise, 1910
- Goudotina femorata Bechyne, 1952
- Goudotina pauliani Bechyne, 1964
- Goudotina prasinella Bechyne, 1952
- Goudotina thoracica Bechyne, 1952